# Scyphostegia borneensis
Scyphostegia là một chi thực vật hạt kín, từng được xếp trong họ đơn chi Scyphostegiaceae Hutch., 1926, nhưng gần đây người ta đã xếp nó vào họ Salicaceae nghĩa rộng. Chi này chỉ có 1 loài với danh pháp Scyphostegia borneensis Stapf, 1894, chỉ có ở phía bắc đảo Borneo.

## Đặc trưng
Cây gỗ nhỏ. Lá đơn mọc so le, xếp thành 2 hàng, gân lá lông chim, cuống ngắn, mép lá khía răng cưa, phiến lá nguyên, có lá kèm nhỏ. Hoa đơn tính khác gốc. Cụm hoa thường là bông, chùm hay chùy ở đầu cành, có lá bắc. Các hoa đều, mẫu 3, có đế hoa dạng ống. Bao hoa vaowis đài và tràng hoa phân biệt (nhiều hay ít, ít nhất thấy rõ ở hoa cái, ở hoa đực thì đài và tràng hợp), 6, rời, 1 vòng (3+3), đẳng số. Đài hoa của hoa cái 3, 1 vòng, nhiều lá đài. Tràng hoa của hoa cái 3, 1 vòng, nhiều cánh hoa.
Bộ nhị của hoa đực 3 hay 6, 1 hay 2 vòng, các phần của bộ nhị rời với bao hoa. Có hoặc không có nhị lép, nếu có thì 3 nhị lép nằm bên ngoài các nhị sinh sản. Nhị 3, so le với lá đài. Bao phấn nứt dọc, hướng ngoài, 2 ngăn, 4 túi bào tử, có phần phụ ở đỉnh. Phấn hoa có 3 khe hở dọc.
Bộ nhụy gồm 8-13 lá noãn, dạng quả tụ, bầu nhụy thượng, 1 ngăn nhưng chia thành 8-13 ngăn ở đỉnh, không cuống, không vòi nhụy. Đầu nhụy 1. Kiểu đính noãn gốc, noãn nhiều (30-100), ngược, 2 vỏ. Quả là dạng quả nang dày cùi thịt, nứt. Hạt ít nội nhũ. Nội ngũ dạng dầu. Phôi mầm thẳng.